# Chrysler Imperial
La Imperial è un'autovettura full-size prodotta dalla Chrysler dal 1926 al 1954 e dal 1990 al 1993.

## Il contesto
La Chrysler Imperial si posizionava al vertice nella gamma offerta dalla casa automobilistica statunitense. La compagnia collocò il modello nella fascia di mercato occupata dalle vetture prodotte dalla Cadillac e dalla Lincoln. Il nome scelto per la vettura, “Imperial” (che significa, in italiano, “imperiale”), non fu casuale, dato che richiamava l'alta qualità del modello ed il suo prezzo elevato.

## Prima serie (1926-1930)

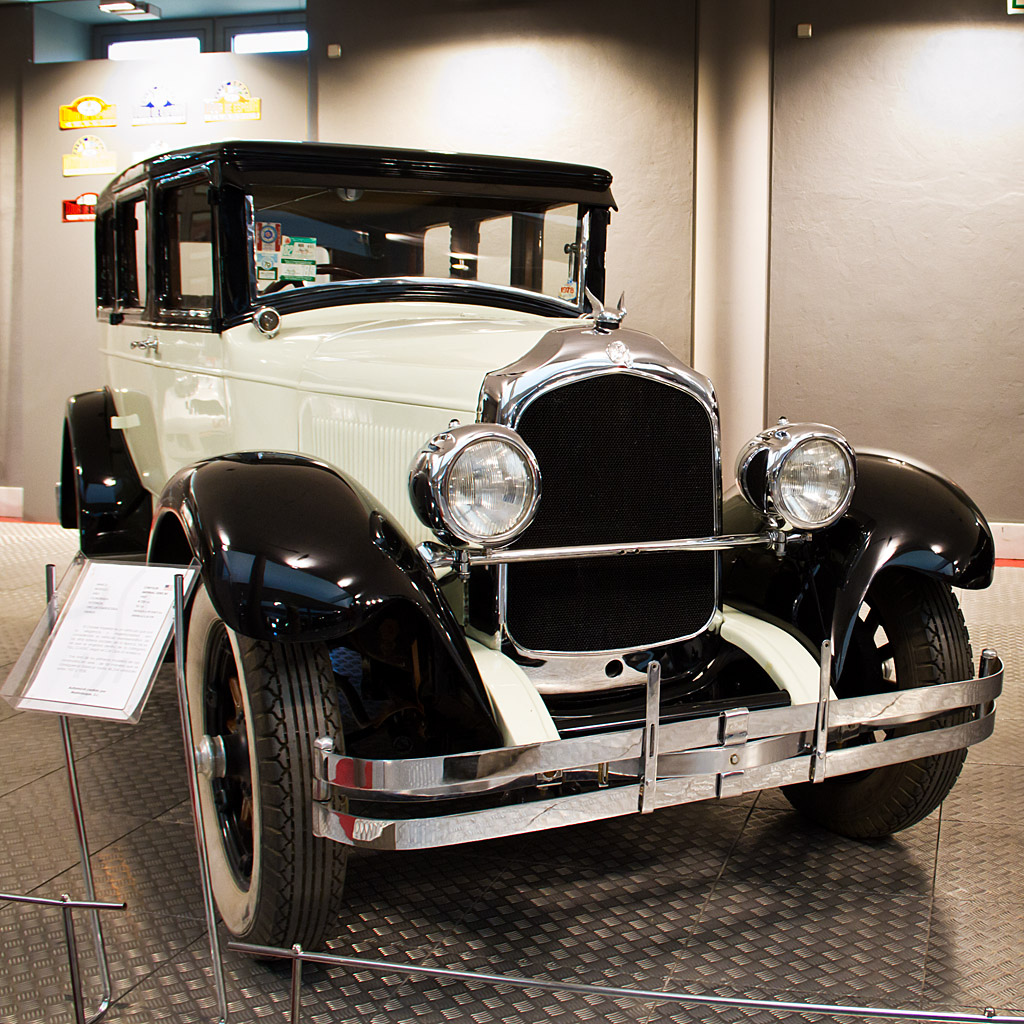
Chrysler Imperial del 1927

Nel 1926 Walter Chrysler decise di tentare la commercializzazione di un modello lussuoso che facesse concorrenza alle vetture della Cadillac e della Lincoln. La Chrysler lanciò dunque la Imperial, offrendo una grande varietà di tipi di carrozzeria, tra cui roadster due/quattro posti (quattro se la vettura aveva installato il posto della suocera), coupé quattro posti, berlina e phaeton cinque posti, e limousine sette posti. Quest'ultima aveva un vetro che divideva in due l'abitacolo e che fungeva da separatore tra i passeggeri posteriori e quelli anteriori. Di conseguenza, i passo delle vetture offerte erano diversi, più precisamente 3.048 mm, 3.454 mm, 3.226 mm e 3.378 mm.
Il motore della Imperial era leggermente più grande dei propulsori a sei cilindri che la Chrysler montava normalmente sulle sue vetture dell'epoca. Questo motore possedeva sei cilindri ed aveva originariamente una cilindrata di 4,7 L. I supporti di banco erano sette, e la lubrificazione era a pompa. Questo propulsore erogava 92 CV di potenza. Dal 1928 la cilindrata fu portata a 5,1 L con conseguente aumento della potenza sviluppata a 100 CV. Dal 1929 però, a parità di cubatura, il motore erogava 10 CV in più.
Le sospensioni anteriori erano semi-ellittiche. Il cambio era manuale a tre rapporti, e nel 1930 venne introdotta una trasmissione a quattro rapporti, sempre manuale. Il motore era montato anteriormente, mentre la trazione era posteriore.
Nell'anno del lancio l'Imperial conquistò il record di velocità transcontinentale percorrendo 10.460 km in una settimana, e fu scelta come safety car per la 500 Miglia di Indianapolis.
All'Imperial fu data la designazione i “E-80”, che richiamava la “velocità di crociera garantita”, cioè 80 MPH (circa 129 km/h). Il modello accelerava da 0 a 97 km/h in 20 secondi.

## Seconda serie (1931–1933)

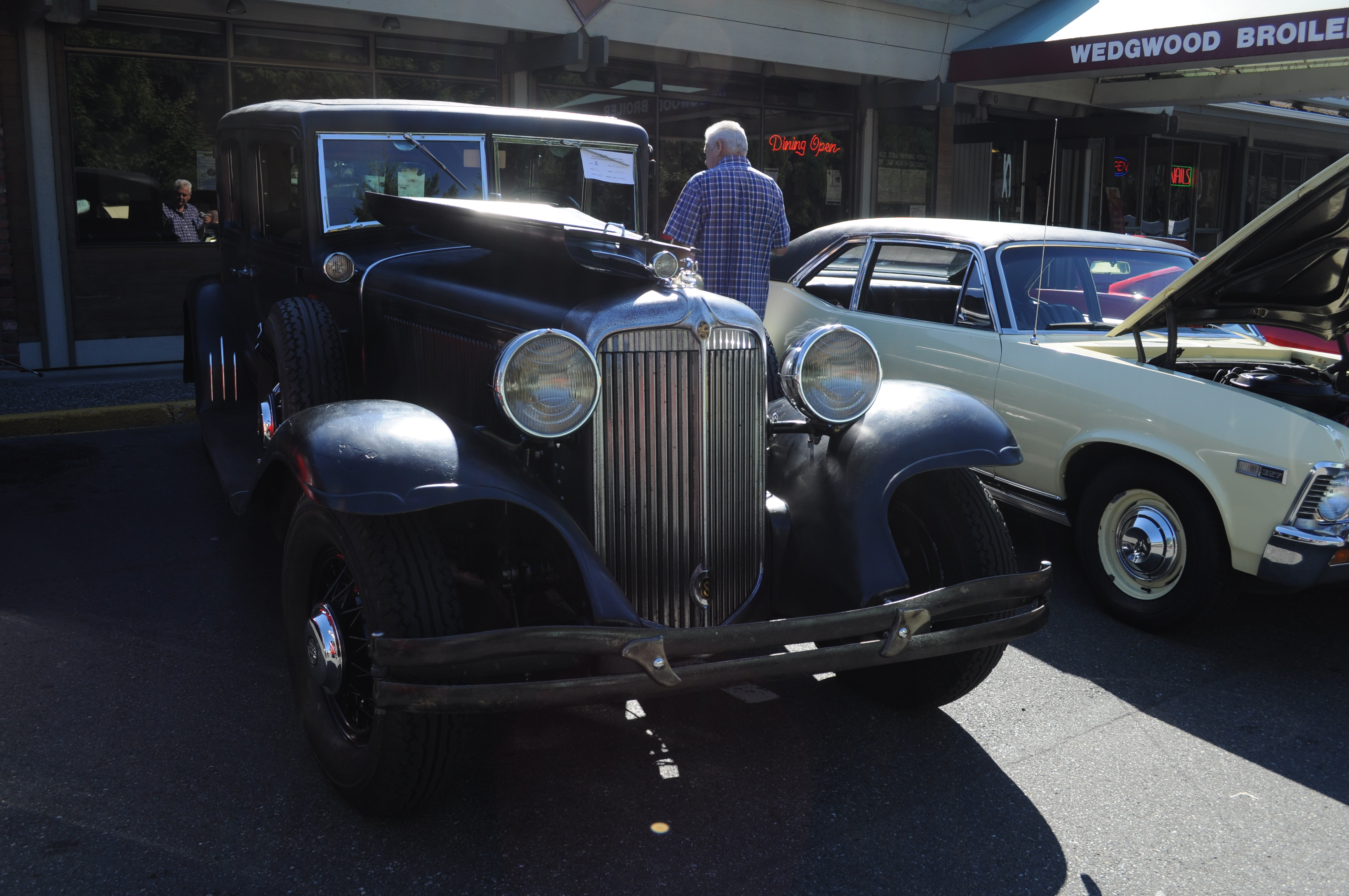
Chrysler Imperial del 1931

La Chrysler Imperial fu riprogettata nel 1931. Il modello ebbe in dotazione un nuovo motore ad otto cilindri in linea da 6.308,85 cm³ di cilindrata. Questo propulsore era a valvole laterali ed erogava inizialmente 125 CV di potenza. In seguito quest'ultima fu aumentata a 135 CV. Il motore era montato anteriormente, mentre la trazione era posteriore. Il cambio era manuale a quattro rapporti.
Il nome commerciale di questa nuova serie fu "Imperial 8", con riferimento al nuovo propulsore da otto cilindri, che fu montato, comunque, anche su altri modelli Chrysler.
Erano presenti diverse versioni. La "Custom Imperial" aveva parafanghi antiruggine, il riscaldamento a controllo automatico ed il vetro di sicurezza. La versione limousine era provvista invece di un dittafono. Il lancio della nuova serie portò anche l'introduzione di nuove ruote a raggi, che rimasero in dotazione fino agli anni quaranta. Il pilota di stock car Harry Hartz conseguì numerosi record di velocità su delle Imperial berline a Daytona Beach.

## Terza serie (1934-1936)

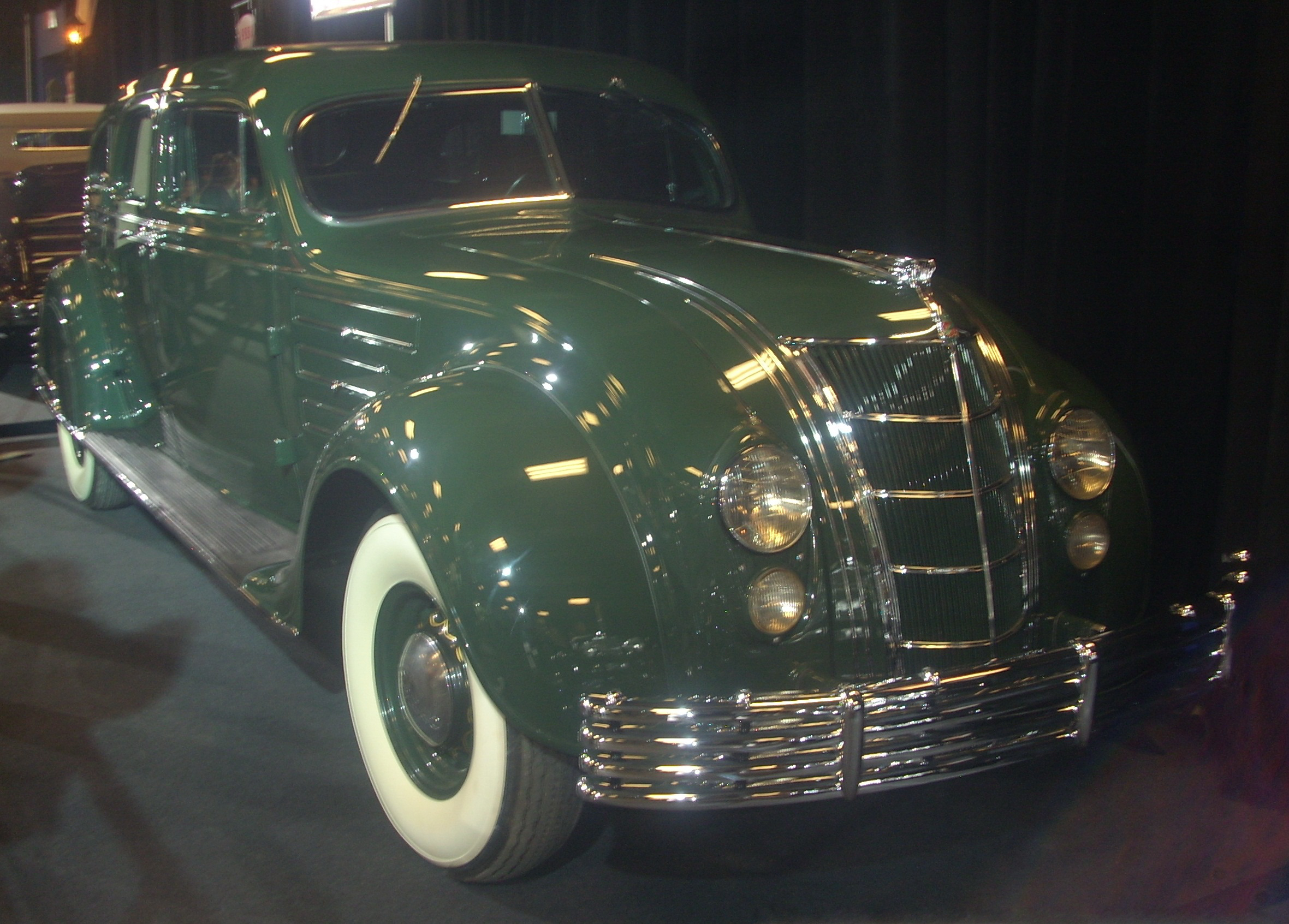
Chrysler Imperial del 1934

Le Chrysler Imperial prodotte dal 1934 al 1936 inaugurarono lo stile “Airflow”, dato che possedevano una carrozzeria molto simile al modello citato. In particolare, alcune serie di Airflow portavano la dizione “Imperial” nel nome, ed erano a tutti effetti delle versioni speciali di quest'ultima. L'Airflow fu eccezionalmente moderna ed avanzata, ma fu anche un insuccesso commerciale per sua linea che, forse, precorreva troppo i tempi. Sia il motore che l'abitacolo vennero spostati in avanti per ottenere una migliore distribuzione dei pesi, che portò ad avere migliore guidabilità ed una maneggevolezza superiore.
La nuova serie del modello venne commercializzata con lo slogan pubblicitario "The car of tomorrow is here today" (in italiano "L'automobile di domani è qui oggi") e possedeva un abitacolo che poteva ospitare otto passeggeri. Anche questa generazione di Imperial aveva installato un motore ad otto cilindri.
La terza serie di Chrysler Imperial fu la prima vettura ad essere progettata grazie al contributo della galleria del vento. I primi test indicarono che i modelli standard degli anni venti fornivano risultati migliori alla galleria del vento quando la parte posteriore della carrozzeria veniva inclinata in avanti. Ciò portò al ripensamento della progettazione di base delle vetture Chrysler. Per la carrozzeria venne impiegata la realizzazione a monoscocca, e ciò portò ad una grande robustezza della struttura. Questa generazione di Chrysler Imperial fu uno dei primi modelli ad avere dei passaruota carenati.
Il pubblicò non apprezzò molto la linea poco convenzionale, e quindi le vendite non furono molto buone. Questo fallimento, insieme a quello di tutta la gamma Airflow, portò la Chrysler a proporre per i successivi 20 anni delle vetture con linea conservativa.  Lo stile tradizionale nei modelli di base della gamma Chrysler, superarono tre volte tanto le vendite della Airflow.
I motori disponibili erano due. Uno era otto cilindri in linea a valvole laterali da 5.302 cm³ di cilindrata. La potenza era di 130 CV, mentre la coppia di 339 N•m. 
L'altro propulsore possedeva la stessa disposizione dei cilindri e delle valvole, ma aveva una cilindrata di 6.307 cm³, una potenza di 150 CV e un rapporto di compressione di 6,5:1. Entrambi erano fabbricati in ghisa. Il primo motore era accoppiato con una cambio manuale a tre velocità, mentre per il secondo era disponibile un cambio analogo, ma a quattro rapporti. Dal 1935 fu disponibile l'overdrive. La prima accoppiata di motore-cambio era montata sull'Imperial Airflow CX, mentre la seconda sulla versione CW. Il motore era montato anteriormente, mentre la trazione era posteriore.
Il passo era di 3.492,5 mm per la Custom Imperial Airflow del 1934 e 3.479,8 mm per quella del 1936. Per la CW era invece 3.708,4 mm nel 1934 e 3.721,1 mm dal 1935 al 1936.

## Quarta serie (1937-1939)

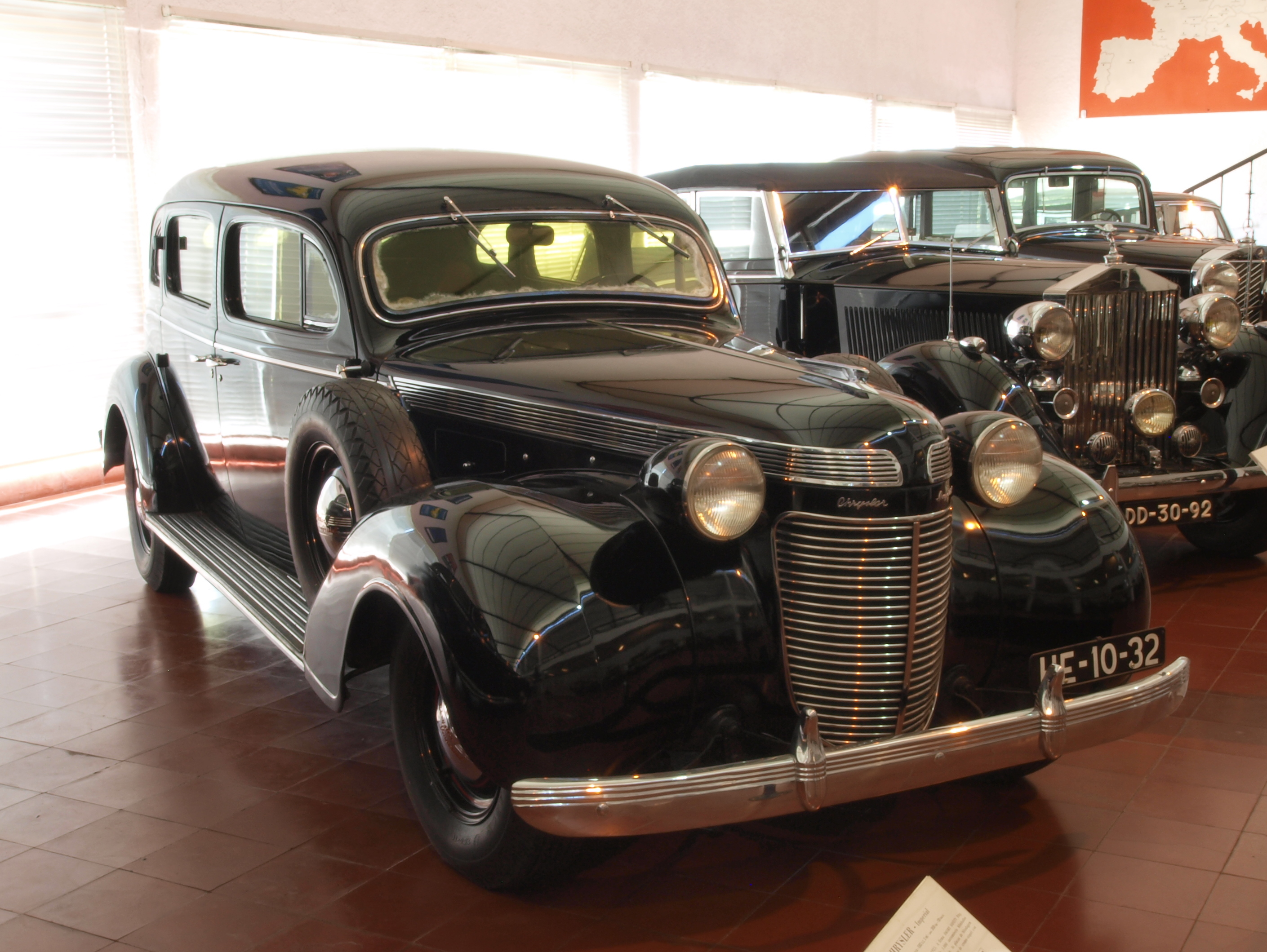
Chrysler Imperial del 1937

Le novità per il 1937 inclusero delle bocchette anticongelamento, un allestimento rivolto alla sicurezza (come le maniglie porta flessibili, i comandi incassati nel cruscotto e i sedili con parte posteriore dello schienale imbottita), e i supporti motore ad isolamento dalle vibrazioni. I freni era a tamburo da 13 pollici; dal 1939 vennero ingranditi a 14 pollici, ma l'anno successivo vennero rimpiccioliti a 12 pollici. Le sospensioni anteriori erano indipendenti.
Erano presenti, in questa generazione di Imperial, tre versioni. La C-14 fu quella standard, che possedeva un cofano più lungo ed era simile alla Chrysler Royal C-18. La C-15 invece era disponibile in due versioni, Custom e Town Sedan Limousine. Quest'ultima possedeva dei finestrini deflettori ed era disponibile solo su ordinazione. La terza versione, la C-17, fu la denominazione dei modelli Airflow. Avevano una manovella nascosta per sollevare il parabrezza e il cofano era incernierato alla base di quest'ultimo e si apriva frontalmente. Una Custom fu utilizzata come auto ufficiale alla 500 Miglia di Indianapolis.
Questa generazione di Imperial possedeva un motore a otto cilindri in linea da 5,3 L di cilindrata e valvole laterali. Nel 1937 la potenza erogata era 130 CV. Quest'ultima fu aumentata successivamente a 140 CV.
Il cambio era manuale a tre rapporti. Il motore era installato anteriormente, mentre la trazione era posteriore. 

## Quinta serie (1940-1948)
La nuova serie dell'Imperial fu semplificata nel 1946. Dal 1946 al 1948 fu chiamata Crown Imperial. Due serie vennero prodotte, una berlina quattro porte che poteva ospitare otto passeggeri ed una limousine, anch'essa da otto passeggeri e quattro porte. I due modelli avevano un prezzo che differiva di 100 dollari ed un peso che si differenziava di 5 kg.
Erano installati degli ammortizzatori idraulici di tipo telescopici sia nell'avantreno che nel retrotreno. Dei tergicristalli a due velocità erano nella dotazione standard. Questa generazione di Imperial possedeva un motore a otto cilindri in linea da 5.302 cm³ di cilindrata e valvole laterali erogante 135 CV di potenza. Il cambio era Fluid Drive
Il motore era anteriore, mentre la trazione era posteriore

## Sesta serie (1949-1954)

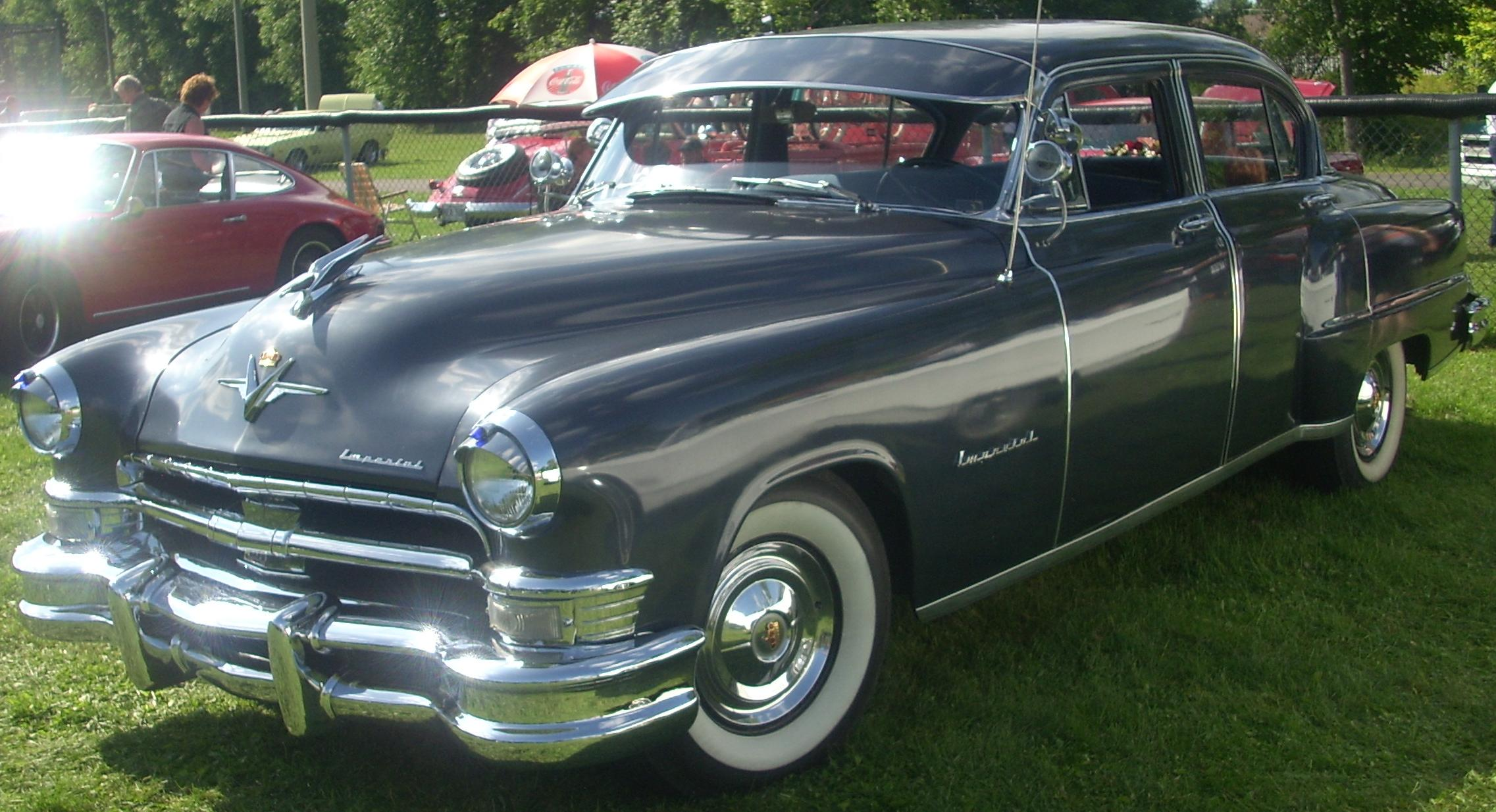
Una Chrysler Imperial berlina del 1953

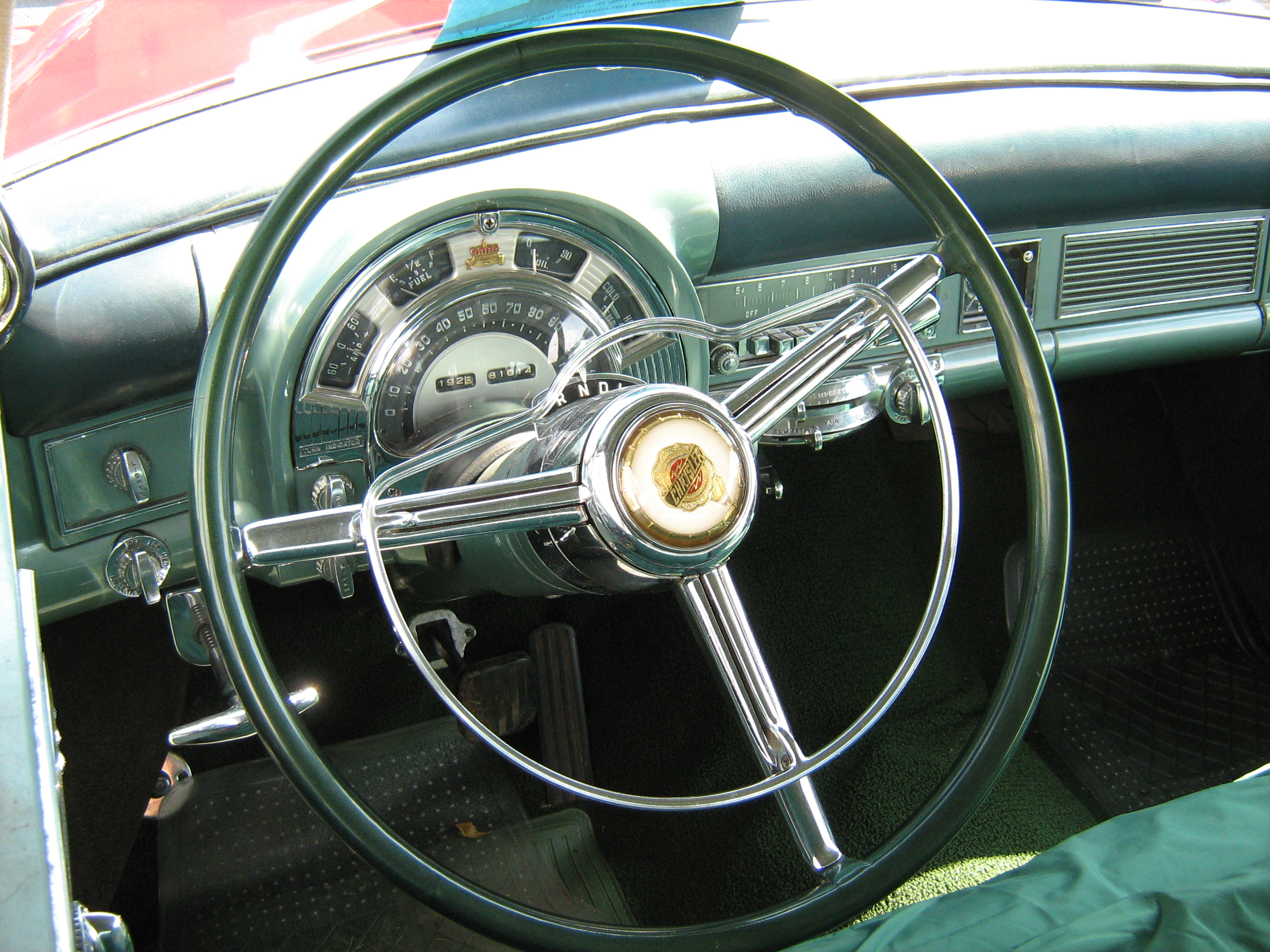
Interni di una Chrysler Custom Imperial coupé del 1953

Dal 1949 vennero prodotti tre modelli di Imperial. L'Imperial C46-2 era una berlina quattro porte e sei passeggeri. L’Imperial Crown aveva invece codice C47 e comprendeva le versioni berlina e limousine ad otto passeggeri. L'equipaggiamento di serie su tutte le Imperial del 1949 includeva freni idraulic a disco con servoassistenza, consistente in due dischi su cui erano state fissate delle guarnizioni. L'azione frenante era ottenuta quando i dischi venivano spinti all'infuori andando a contatto con gli alloggiamenti dei freni stessi.
La serie C50 fu lanciata nel 1950 e possedeva parecchi componenti che vennero completamente rivisti, vale a dire il Bouchon de Radiateur, la calandra, i paraurti anteriori e posteriori, ed i fari posteriori.
Il 1951 fu l'anno dell'introduzione del motore V8 Hemi della Chrysler. Sempre nello stesso anno, per la prima volta nella storia dell'automobile, fu disponibile su un modello prodotto in serie il servosterzo, ma con un sovrapprezzo di 226 dollari. Questo dispositivo era stato chiamato dalla Chrysler "Hydraguide" ed era disponibile sulle Imperial berline e limousine ad otto passeggeri.
Nel 1953 alla Crown Imperial venne montato un impianto elettrico da 12 V ed il primo cambio interamente automatico mai installato su una vettura Chrysler, il PowerFlite. Nello stesso anno fu montato un parabrezza a pezzo unico in sostituzione del parabrezza a due parti. Diventò standard anche il cruscotto imbottito.
I motori disponibili erano due, uno ad otto cilindri in linea da 5.302 cm³ e 135 CV di potenza, che fu offerto dal 1949 al 1950, ed un V8 "Hemi" da 5.427 cm³ da 180 CV, disponibile dal 1951 al 1953. Nel 1954 la potenza di quest'ultimo fu incrementata a 235 CV.
Il motore era montato anteriormente, mentre la trazione era posteriore. 

## 1955–1983: un marchio separato
Dal 1955 al 1975, e dal 1981 al 1983, la Chrysler fece della Imperial un marchio a sé stante.

## Settima serie (1990-1993)
Nei primi anni novanta l'Imperial fu messa nuovamente in commercio, questa volta come modello facente parte della gamma Chrysler. A differenza dell'Imperial prodotta dal 1955 al 1983, questa vettura era un modello Chrysler, e non un marchio a sé stante. Basata sul pianale Y della Chrysler, rappresentava la vettura full-size della gamma offerta dalla casa automobilistica statunitense. Appena sotto l'Imperial era collocata la quasi identica New Yorker Fifth Avenue, ed ancora più sotto era presente la New Yorker. Ad oggi, questo modello è stato l'ultima vettura a portare nella denominazione il nome “Imperial”. La reintroduzione dell'Imperial avvenne due anni dopo il lancio dell'ottava serie della Lincoln Continental, che fu caratterizzata dal passaggio alla trazione anteriore, una mossa che sembrava rispecchiare la popolarità della Acura Legend del 1986.
Sebbene molto simili, l'Imperial differiva dalla Fifth Avenue per molti aspetti. Il muso della Imperial era maggiormente a forma di cuneo, mentre la Fifth Avenue aveva un disegno più affilato e spigoloso. L'Imperial inoltre possedeva un profilo più arrotondato rispetto a quello della Fifth Avenue. Anche la coda dei due modelli differiva nella stessa maniera, con l'Imperial che aveva degli angoli più arrotondati. Su quest'ultima era possibile anche trovare dei fanali posteriori avvolgenti, che erano simili a quelli della Chrysler TC. La Fifth Avenue invece aveva i fari posteriori verticali. All'interno, per la Imperial era possibile scegliere tra interni in velluto oppure in pelle, mentre la Fifth Avenue possedeva sedili imbottiti e firmati.
Questa generazione di Imperial rimase praticamente immutata negli quattro anni di produzione. Inizialmente, nel 1990, l'Imperial era mossa da un motore V6 da 3,3 L di cilindrata da 147 CV di potenza e 251 N•m di coppia. Questo propulsore apparteneva ai motori Chrysler EGA. Nel 1991 questo motore venne sostituito da un più grande V6 da 3,8 L; la sigla in questo caso era EGH. Sebbene con il nuovo propulsore la potenza venne aumentata solamente a 150 CV, la coppia raggiunse i 292 N•m a 2.750 giri al minuto. Per entrambi i motori era disponibile un cambio automatico a quattro rapporti. Il motore era anteriore, mentre la trazione era posteriore.
Questa generazione di Imperial poteva ospitare sei passeggeri. Erano di serie il climatizzatore, l'ABS, il cruise control, l'airbag ed il tettuccio in vinile. Erano presenti anche i fanali anteriori a scomparsa, che erano condivisi con la LeBaron e le New Yorker/Fifth Avenue. Era anche possibile la scelta tra diversi sistemi audio della Infinity, tutti comprensivi di riproduttore di cassette. La strumentazione elettronica completamente digitale era un optional. Altre opzioni erano il telefono cellulare Chrysler montato dal rivenditore ed il caricatore di CD.
La produzione della Chrysler Imperial terminò definitivamente nel 1993. Ciò era dovuto alle basse vendite, all'obsolescenza del pianale (datato 1981) ed all'introduzione di nuovi modelli Chrysler, tra cui la Chrysler LHS. Quest'ultima, acclamata dalla critica e con carrozzeria ad abitacolo avanzato, sostituì la Imperial come modello di punta della gamma Chrysler nel 1994.

### Esemplari prodotti e prezzo di vendita

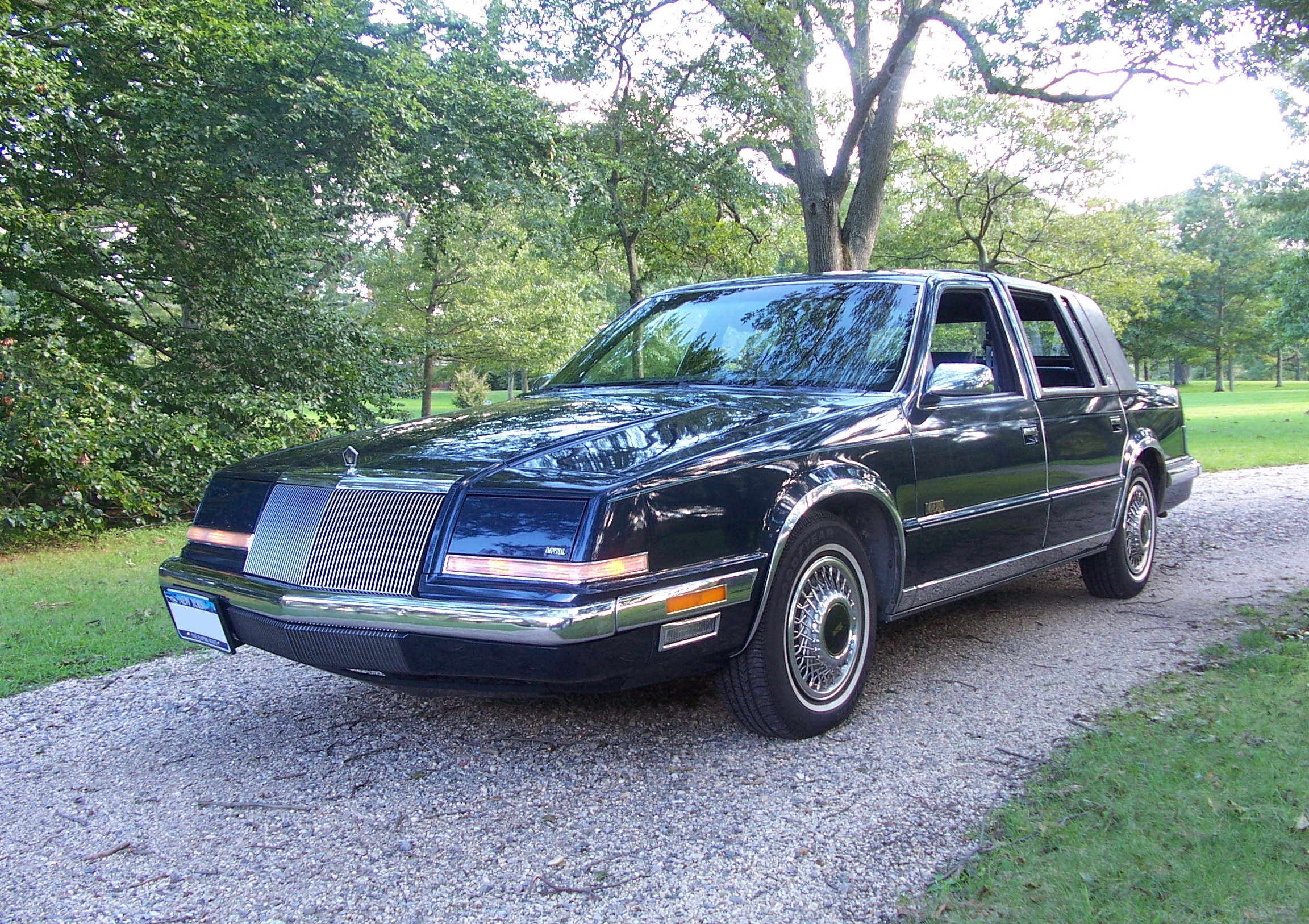
Chrysler Imperial del 1992 con fari anteriori “nascosti”

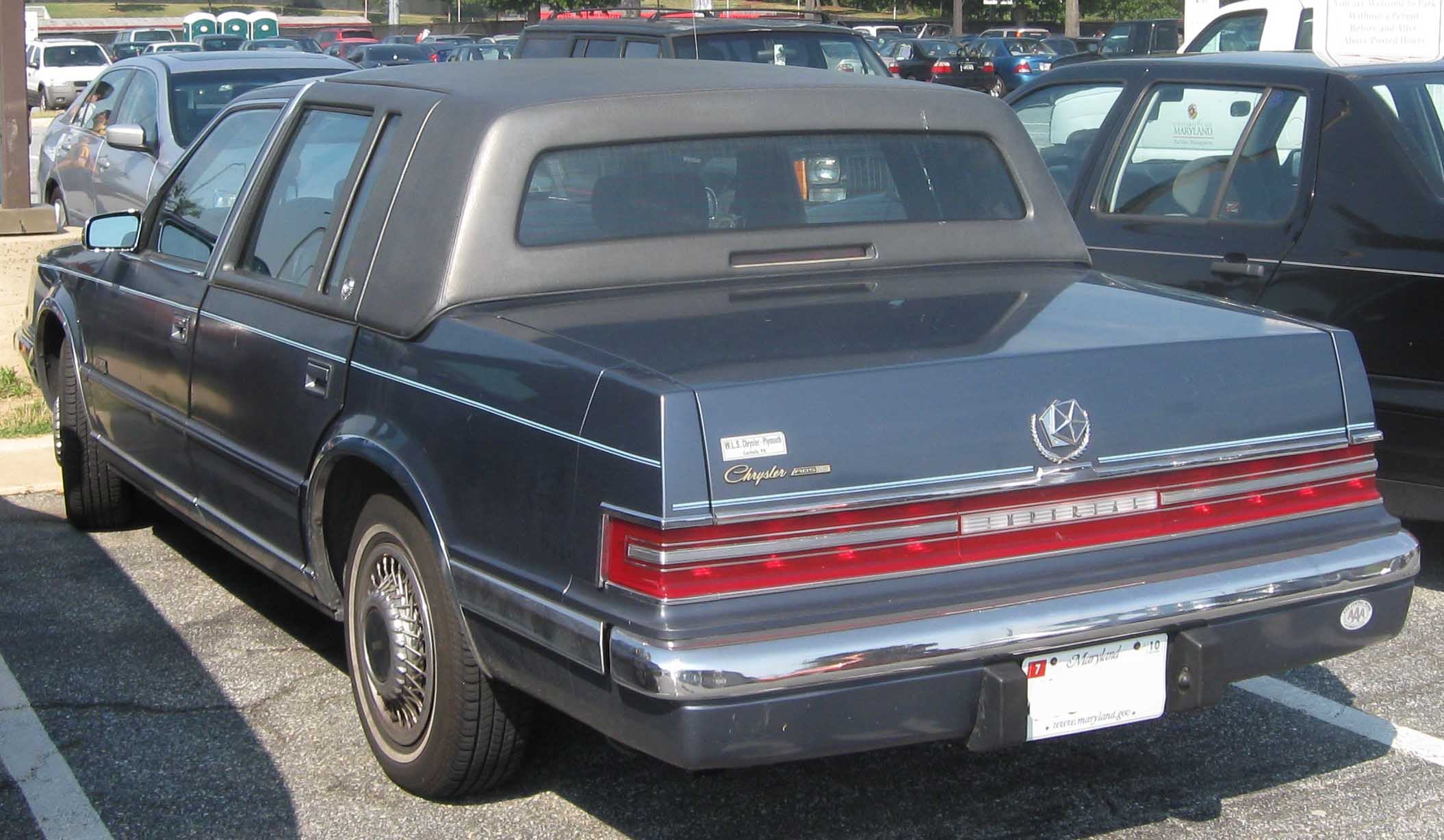
Vista posteriore di una Chrysler Imperial: si possono notare i fari posteriori avvolgenti

| Anno                       | Unità                      | Prezzo  |
| 1990                       | 14.968                     | $25.655 |
| 1991                       | 11.601                     | $27.119 |
| 1992                       | 7.643                      | $28.453 |
| 1993                       | 7.064                      | $29.481 |
| Produzione totale = 41.276 | Produzione totale = 41.276 |         |
| -------------------------- | -------------------------- | ------- |

## La concept car del 2006

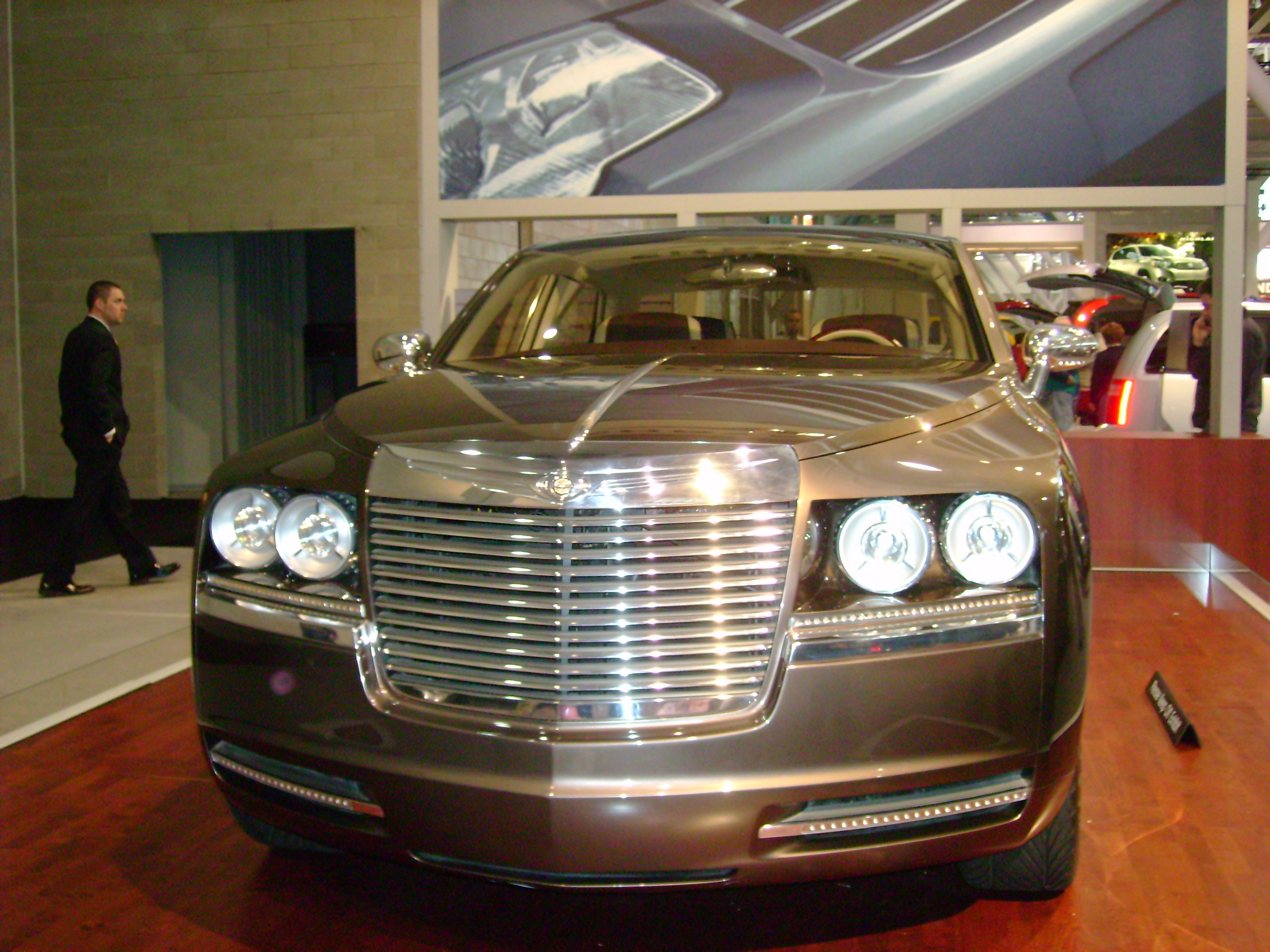
La Chrysler Imperial concept car

La Chrysler Imperial concept car fu presentata al salone dell'automobile di Detroit nel 2006. Questa concept car era installata sul pianale LY della Chrysler, che era una piattaforma LX allungata. Il passo era di 3.124 mm, mentre le ruote avevano un diametro di 560 mm.
La vettura era provvista di un lungo cofano anteriore, ed il muso era caratterizzato dall'avere un imponente radiatore su cui era posizionata una calandra con listelli orizzontali. Il design dei fanali anteriori richiamava i fari senza supporto che caratterizzavano le serie precedenti. I fanali posteriori erano a LED, ed avevano una forma circolare con anelli esterni, anch'essi a LED, che ricordavano i fari posteriori dal “disegno a mirino” delle Imperial dei primi anni sessanta. La linea del tettuccio era allungato verso la parte posteriore per aumentare lo spazio dell'abitacolo e per creare un profilo più prolungato.

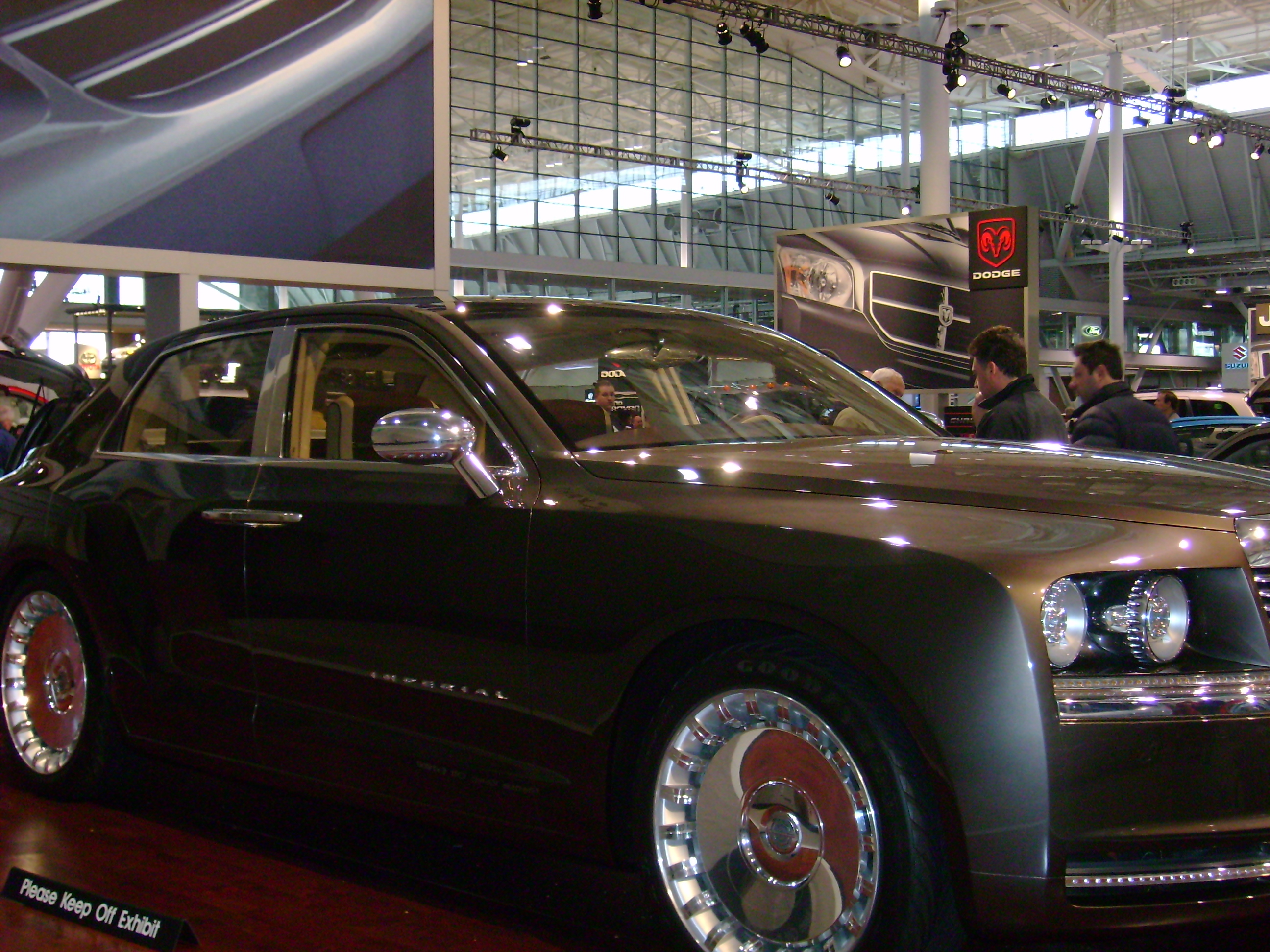
Vista laterale della Chrysler Imperial concept car
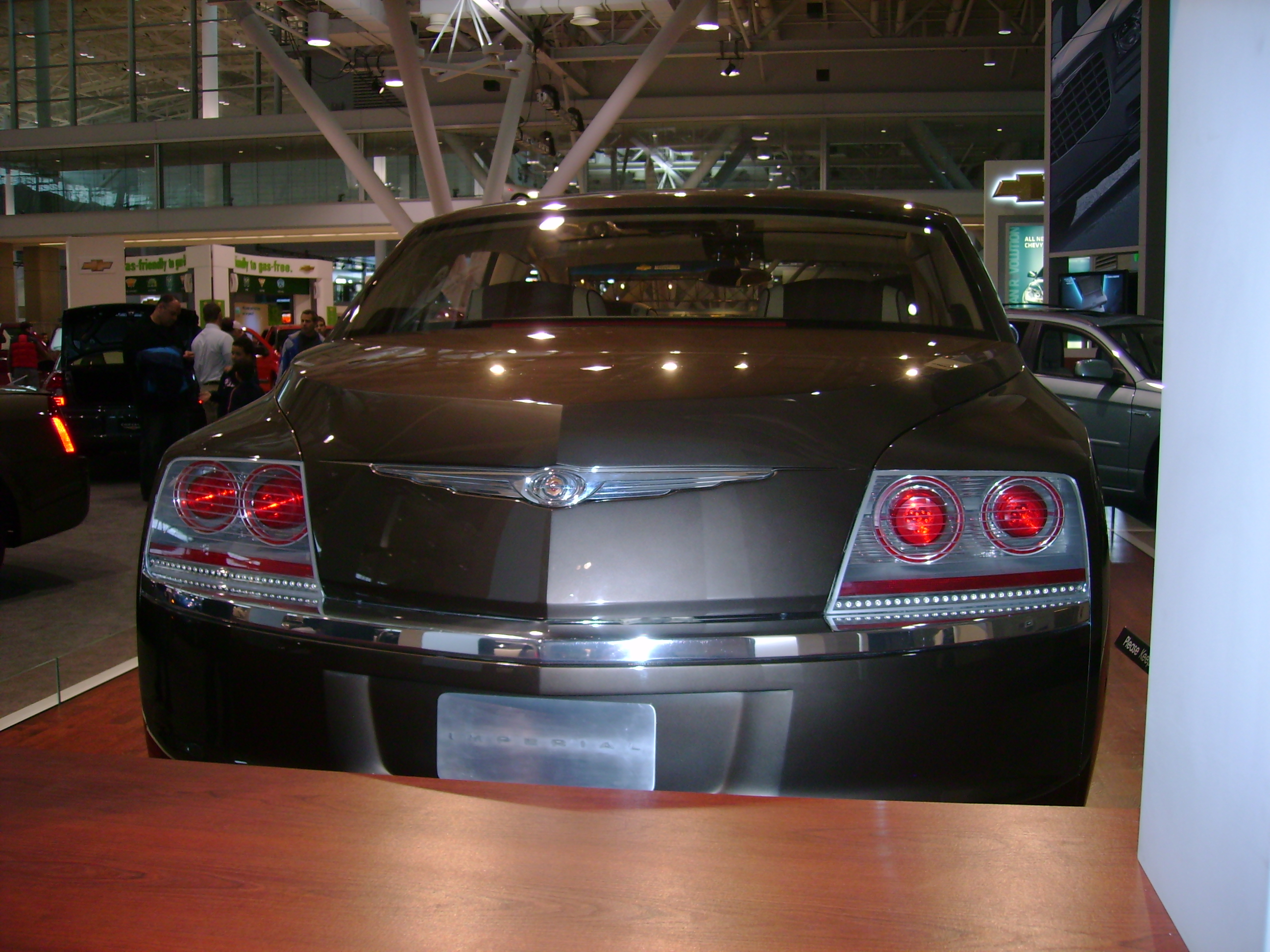
Vista posteriore della Chrysler Imperial concept car